# Cnemathraupis
Cnemathraupis — рід горобцеподібних птахів родини саякових (Thraupidae). Представники цього роду мешкають в Андах. Раніше їх відносили до роду Танагра-короткодзьоб (Buthraupis), однак за результатами молекулярно-філогенетичного дослідження 2010 року вони були переведені до відновленого роду Cnemathraupis. Рід є сестринським по відношенню до червононогої танагри з монотипового роду Chlorornis

## Види
Виділяють два види:
- Танагра-короткодзьоб чорновола (Cnemathraupis eximia)
- Танагра-короткодзьоб перуанська (Cnemathraupis aureodorsalis)

## Етимологія
Наукова назва роду Cnemathraupis походить від сполучення слів дав.-гр. κνημος — нога, гомілка і дав.-гр. θραυπις — дрібний птах (в орнітології означає птаха з родини саякових).